# Les Enfants perdus (film)
Pour les articles homonymes, voir Enfants perdus (homonymie).
Pour plus de détails, voir Fiche technique et Distribution.
Les Enfants perdus (Ztracenci) est un film tchécoslovaque réalisé par Miloš Makovec, sorti en 1957.

## Synopsis
Durant les guerres de Silésie, trois soldats autrichiens désertent après une défaite face aux Prussiens et se réfugient dans une ferme.

## Fiche technique
- Titre : Les Enfants perdus
- Titre original : Ztracenci
- Réalisation : Miloš Makovec
- Scénario : Jirí Brdecka, Miloš Makovec, Jiří Kolář et Otomar Krejča d'après une nouvelle de Alois Jirásek
- Musique : Jan Rychlík
- Photographie : Vladimír Novotný
- Montage : Josef Dobrichovský
- Société de production : Filmové studio Barrandov
- Société de distribution :
- Pays :  Tchécoslovaquie
- Genre : Drame, historique et guerre
- Durée : 85 minutes
- Dates de sortie : 
  -  Tchécoslovaquie : 10 mai 1957
  -  France : 23 janvier 1959

## Distribution
- Gustáv Valach : le cuirassier
- Stanislav Fiser : le soldat d'infanterie Václav
- Vladimír Hlavatý : le hussard
- Alena Vránová : Baruska
- Radovan Lukavský : Jira
- Karel Enzmann : l'officier prussien
- Jan Maska : le soldat Safarík
- Vladimír Huber : le paysan
- Ladislav Gzela : hussard de Ziethen 1
- Vladimír Klemens : hussard de Ziethen 2
- Eva Océnasová : la paysanne
- Ivanka Fiserová : l'enfant dans la voiture

## Distinctions
Le film a été présenté en sélection officielle en compétition au Festival de Cannes 1957.